# Mariage compliqué
Pour plus de détails, voir Fiche technique et Distribution.
Mariage compliqué ou Un mariage compliqué (titre original : Holiday Affair) est un film de Noël américain en noir et blanc réalisé par Don Hartman, sorti en 1949.

## Synopsis
Connie, une jeune veuve de guerre, élève seule son fils de six ans, Tim. Elle gagne sa vie en achetant incognito des objets vendus par des concurrents de son employeur pour permettre une comparaison sur la qualité et le prix. À la veille de Noël elle achète ainsi très vite un coûteux train électrique à un jeune vendeur, Steve Mason, qui n'est pas dupe de son objectif. Elle rapporte le jouet chez elle car il est tard ; Tim ouvre le paquet, le croyant pour lui, et s'extasie. Connie lui enlève ses illusions.
Elle reçoit la visite d'un ami avocat qui lui fait une cour assidue depuis deux ans, Carl ; il lui propose le mariage. Le lendemain elle veut rendre le train. Steve Mason la démasque ; elle lui parle de sa situation de veuve dans le besoin. Il ne la dénonce pas et est renvoyé. Connie et lui passent un long moment agréable à Central Park ; il l'aide à porter ses achats puis la retrouve chez elle où il fait la connaissance de Tim et de Carl. Tim est enchanté de ce nouvel ami et lui parle du train disparu, rendu au magasin. Steve embrasse Connie puis lui reproche de vivre dans le passé et le souvenir de son mari disparu. Par réaction elle accepte d'épouser Carl le jour de la Saint-Sylvestre.
Au matin de Noël Tim trouve le train devant la porte. Il oblige sa mère à offrir à Steve un cadeau destiné à Carl, une horrible cravate. Connie retrouve Steve dans le parc, Steve finit par partager le déjeuner de Noël avec Connie, Tim, ses grands-parents et le fiancé officiel, Carl. À la fin du repas, Steve demande Connie en mariage ; elle le prie de partir. Tim demande alors à sa mère de rendre à Steve le prix du train, Carl accompagne Connie au pied du minable hôtel où Steve habite avant de partir pour la Californie pour dessiner et construire des voiliers. Carl rompt avec Connie qui accepte et comprend ; elle rejoint Steve dans sa chambre mais il l'éconduit, ne la trouvant toujours pas prête à l'aimer pour lui-même. Mais dans la nuit du Nouvel An, Connie et Tim rejoignent Steve dans le train en route pour la Californie.

## Fiche technique
- Titre français : Mariage compliqué
- Titre original : Holiday Affair
- Titre alternatif : Un mariage compliqué
- Réalisation : Don Hartman
- Scénario : Isobel Lennart d'après l'histoire Christmas Gift de John D. Weaver
- Photographie : Milton R. Krasner
- Montage : Harry Marker
- Musique : Roy Webb
- Directeur musical : Constantin Bakaleinikoff
- Direction artistique : Carroll Clark et Albert S. D'Agostino
- Décors : Darrell Silvera et William Stevens
- Costumes : Howard Greer (robes de Janet Leigh)
- Producteur : Don Hartman
- Société de production : RKO Radio Pictures
- Pays de production :  États-Unis
- Langue : anglais
- Genre : Comédie romantique
- Durée : 87 min
- Format : Noir et blanc — 35 mm — 1,37:1 — Son : Mono (RCA Sound System)
- Dates de sortie :
  - États-Unis : 23 novembre 1949 New York / 24 décembre 1949 (sortie nationale)
  - France : 21 décembre 1951

## Distribution
- Robert Mitchum : Steve Mason
- Janet Leigh : Connie Ennis
- Wendell Corey : Carl Davis
- Gordon Gebert : Timmy Ennis
- Griff Barnett : M. Ennis
- Esther Dale : Mme Ennis
- Henry O'Neill : M. Crowley
- Harry Morgan : lieutenant de police
- Larry J. Blake : Johnson - Policier en civil
- Helen Brown : Emily

## Sortie DVD
- Mariage compliqué ; Édition : n/b, Collection Patrimoine ; Label : Warner Home Video, 04.05.2016,  (EAN 5051889570233)[1]